# Río Salazar
Río Salazar är ett vattendrag i Colombia.   Det ligger i departementet Norte de Santander, i den norra delen av landet, 400 km norr om huvudstaden Bogotá.